# DFB-Pokal 2001/02
DFB-Pokalsieger 2002 war der FC Schalke 04. Im Endspiel im Olympiastadion Berlin konnte Schalke am 11. Mai 2002 durch ein 4:2 gegen Bayer 04 Leverkusen den Titel verteidigen. Bayer Leverkusen verpasste in dieser Saison innerhalb weniger Wochen die deutsche Meisterschaft sowie die möglichen Siege im DFB-Pokal-Finale und dem UEFA-Champions-League-Finale gegen Real Madrid mit 1:2 in Glasgow. Die Leverkusener Nationalspieler Ballack, Butt, Ramelow, Schneider und Neuville verpassten zudem den Sieg im WM-Endspiel.
Da Schalke als Pokalsieger und Fünfter in der Bundesliga doppelt für den UEFA-Pokal qualifiziert war und auch der unterlegene Pokalfinalist Leverkusen bereits über die Liga für den Europapokal qualifiziert war, rückte Werder Bremen als Bundesligasechster in den UEFA-Pokal nach. Im UEFA-Pokal 2002/03 scheiterte Schalke in der dritten Runde am polnischen Pokalsieger Wisła Krakau.

## Teilnehmende Mannschaften
Für die erste Runde waren folgende 64 Mannschaften qualifiziert:
| Bundesliga die 18 Vereine der Saison 2000/01 | 2. Bundesliga die 18 Vereine der Saison 2000/01 | Regionalliga die zwei Erstplatzierten der beiden Regionalligen in der Saison 2000/01                            | Verbandspokal die Landespokalsieger der 21 Landesverbände des DFB 1 (in Klammern die Spielklasse) |
| FC Bayern München FC Schalke 04 (TV) Borussia Dortmund Bayer 04 Leverkusen Hertha BSC SC Freiburg Werder Bremen 1. FC Kaiserslautern VfL Wolfsburg 1. FC Köln TSV 1860 München Hansa Rostock Hamburger SV Energie Cottbus VfB Stuttgart SpVgg Unterhaching Eintracht Frankfurt VfL Bochum | 1. FC Nürnberg Borussia Mönchengladbach FC St. Pauli SV Waldhof Mannheim SpVgg Greuther Fürth LR Ahlen SSV Reutlingen 05 1. FC Saarbrücken Hannover 96 Alemannia Aachen MSV Duisburg Rot-Weiß Oberhausen Arminia Bielefeld 1. FSV Mainz 05 VfL Osnabrück SSV Ulm 1846 Stuttgarter Kickers Chemnitzer FC | - Regionalliga Nord 1. FC Union Berlin SV Babelsberg 03 - Regionalliga Süd Karlsruher SC VfB Stuttgart Amateure | - Baden: VfR Mannheim (RL) - Bayern: SSV Jahn Regensburg (RL) Würzburger FV (OL) - Berlin: SV Yeşilyurt Berlin (LL) - Brandenburg: Energie Cottbus Amateure (OL) - Bremen: Werder Bremen Amateure (RL) - Hamburg: FC St. Pauli Amateure (OL) - Hessen: SV Darmstadt 98 (RL) - Mecklenburg-Vorpommern: FC Schönberg 95 (OL) - Mittelrhein: Blau-Weiß Brühl (BezL) - Niederrhein: KFC Uerdingen 05 (RL) - Niedersachsen: FC Schüttorf 09 (OL) VfL Wolfsburg Amateure (OL) - Rheinland: Eintracht Trier (RL) - Saarland: FC 08 Homburg (OL) - Sachsen: FC Erzgebirge Aue (RL) - Sachsen-Anhalt: 1. FC Magdeburg (OL) - Schleswig-Holstein: VfB Lübeck (RL) - Südbaden: SC Freiburg Amateure (OL) - Südwest: 1. FSV Mainz 05 Amateure (OL) - Thüringen: FC Rot-Weiß Erfurt (RL) - Westfalen: SC Paderborn 07 (OL) FC Schalke 04 Amateure (OL) - Württemberg: VfR Aalen (RL) |

## 1. Hauptrunde
| Datum                    |                          | Ergebnis                         |                          |
| ------------------------ | ------------------------ | -------------------------------- | ------------------------ |
| Fr 24.08.2001, 17:30 Uhr | FC Rot-Weiß Erfurt       | 2:2 n. V. (2:2, 0:2) (9:8 i. E.) | LR Ahlen                 |
| Fr 24.08.2001, 18:00 Uhr | VfB Stuttgart Amateure   | 0:1 (0:0)                        | SpVgg Greuther Fürth     |
| Fr 24.08.2001, 19:00 Uhr | VfR Mannheim             | 1:3 (0:1)                        | Hannover 96              |
| Fr 24.08.2001, 19:30 Uhr | SV Yeşilyurt Berlin      | 2:4 (1:1)                        | SC Freiburg              |
| Sa 25.08.2001, 15:30 Uhr | Stuttgarter Kickers      | 1:5 (0:1)                        | SpVgg Unterhaching       |
| Sa 25.08.2001, 15:30 Uhr | SV Babelsberg 03         | 1:2 (1:0)                        | Hertha BSC               |
| Sa 25.08.2001, 15:30 Uhr | FC 08 Homburg            | 2:5 (0:5)                        | Hamburger SV             |
| Sa 25.08.2001, 15:30 Uhr | FC St. Pauli Amateure    | 0:1 n. V.                        | Eintracht Frankfurt      |
| Sa 25.08.2001, 15:30 Uhr | KFC Uerdingen 05         | 1:0 (0:0)                        | Energie Cottbus          |
| Sa 25.08.2001, 15:30 Uhr | Würzburger FV            | 0:10 (0:3)                       | TSV 1860 München         |
| Sa 25.08.2001, 15:30 Uhr | VfR Aalen                | 0:2 (0:1)                        | Rot-Weiß Oberhausen      |
| Sa 25.08.2001, 15:30 Uhr | FC Erzgebirge Aue        | 1:2 n. V. (1:1, 1:1)             | 1. FSV Mainz 05          |
| Sa 25.08.2001, 15:30 Uhr | Blau-Weiß Brühl          | 1:4 (1:3)                        | 1. FC Kaiserslautern     |
| Sa 25.08.2001, 15:30 Uhr | VfL Osnabrück            | 2:1 (1:0)                        | Hansa Rostock            |
| Sa 25.08.2001, 15:30 Uhr | VfB Lübeck               | 2:3 (1:2)                        | Werder Bremen            |
| Sa 25.08.2001, 15:30 Uhr | Eintracht Trier          | 2:4 n. V. (1:1, 0:1)             | Alemannia Aachen         |
| Sa 25.08.2001, 15:30 Uhr | Karlsruher SC            | 2:5 (1:2)                        | SV Waldhof Mannheim      |
| Sa 25.08.2001, 19:30 Uhr | VfL Wolfsburg Amateure   | 1:0 (0:0)                        | Borussia Dortmund        |
| So 26.08.2001, 14:30 Uhr | SV Darmstadt 98          | 3:1 (2:1)                        | FC St. Pauli             |
| So 26.08.2001, 15:00 Uhr | Werder Bremen Amateure   | 5:0 (2:0)                        | 1. FC Saarbrücken        |
| So 26.08.2001, 15:00 Uhr | Energie Cottbus Amateure | 0:4 (0:2)                        | Arminia Bielefeld        |
| So 26.08.2001, 15:00 Uhr | FC Schüttorf 09          | 1:4 (0:2)                        | SSV Reutlingen 05        |
| So 26.08.2001, 15:00 Uhr | FC Schalke 04 Amateure   | 0:1 (0:0)                        | VfL Bochum               |
| So 26.08.2001, 15:30 Uhr | FC Schönberg 95          | 2:4 (2:0)                        | VfB Stuttgart            |
| So 26.08.2001, 15:30 Uhr | SSV Jahn Regensburg      | 0:3 (0:1)                        | Bayer 04 Leverkusen      |
| So 26.08.2001, 15:30 Uhr | Chemnitzer FC            | 2:5 (2:3)                        | 1. FC Köln               |
| So 26.08.2001, 17:00 Uhr | 1. FSV Mainz 05 Amateure | 0:0 n. V. (2:4 i. E.)            | Borussia Mönchengladbach |
| So 26.08.2001, 17:00 Uhr | SC Freiburg Amateure     | 0:1 (0:0)                        | FC Schalke 04            |
| So 26.08.2001, 17:00 Uhr | 1. FC Magdeburg          | 1:5 (1:3)                        | VfL Wolfsburg            |
| So 26.08.2001, 17:00 Uhr | 1. FC Union Berlin       | 1:0 (0:0)                        | MSV Duisburg             |
| So 26.08.2001, 17:00 Uhr | SSV Ulm 1846             | 2:1 (1:1)                        | 1. FC Nürnberg           |
| Mo 27.08.2001, 20:30 Uhr | SC Paderborn 07          | 1:5 (0:2)                        | FC Bayern München        |

## 2. Hauptrunde
| Datum                    |                        | Ergebnis                         |                          |
| ------------------------ | ---------------------- | -------------------------------- | ------------------------ |
| Di 27.11.2001, 13:30 Uhr | Rot-Weiß Erfurt        | 1:2 n. V. (1:1, 1:1)             | Hertha BSC               |
| Di 27.11.2001, 19:00 Uhr | Hamburger SV           | 0:2 (0:1)                        | VfB Stuttgart            |
| Di 27.11.2001, 19:00 Uhr | Arminia Bielefeld      | 1:2 (0:1)                        | FC Schalke 04            |
| Di 27.11.2001, 19:00 Uhr | VfL Wolfsburg          | 3:0 (1:0)                        | SpVgg Unterhaching       |
| Di 27.11.2001, 19:00 Uhr | KFC Uerdingen 05       | 1:1 n. V. (1:1, 0:1) (4:3 i. E.) | Werder Bremen            |
| Di 27.11.2001, 19:00 Uhr | 1. FSV Mainz 05        | 3:2 (1:1)                        | SpVgg Greuther Fürth     |
| Mi 28.11.2001, 19:30 Uhr | TSV 1860 München       | 4:3 (1:3)                        | Borussia Mönchengladbach |
| Mi 28.11.2001, 19:30 Uhr | Alemannia Aachen       | 1:2 (0:2)                        | 1. FC Köln               |
| Mi 28.11.2001, 19:30 Uhr | SV Waldhof Mannheim 07 | 2:3 (1:2)                        | 1. FC Kaiserslautern     |
| Mi 28.11.2001, 19:30 Uhr | SV Darmstadt 98        | 3:3 n. V. (2:2, 1:1) (3:1 i. E.) | SC Freiburg              |
| Mi 28.11.2001, 19:30 Uhr | SSV Reutlingen 05      | 2:2 n. V. (1:1, 0:1) (3:4 i. E.) | Rot-Weiß Oberhausen      |
| Mi 28.11.2001, 19:30 Uhr | Werder Bremen Amateure | 3:3 n. V. (3:3, 1:1) (2:4 i. E.) | Eintracht Frankfurt      |
| Mi 28.11.2001, 19:30 Uhr | VfL Wolfsburg Amateure | 0:4 (0:3)                        | Hannover 96              |
| Mi 28.11.2001, 19:30 Uhr | SSV Ulm 1846           | 0:3 (0:0)                        | 1. FC Union Berlin       |
| Di 11.12.2001, 19:00 Uhr | VfL Bochum             | 2:3 (1:1)                        | Bayer 04 Leverkusen      |
| Mi 12.12.2001, 20:30 Uhr | VfL Osnabrück          | 0:2 (0:0)                        | FC Bayern München        |

## Achtelfinale
| Datum                    |                     | Ergebnis                         |                      |
| ------------------------ | ------------------- | -------------------------------- | -------------------- |
| Di 11.12.2001, 19:00 Uhr | VfB Stuttgart       | 2:2 n. V. (1:1, 0:1) (2:4 i. E.) | TSV München 1860     |
| Di 11.12.2001, 19:00 Uhr | 1. FC Union Berlin  | 1:2 (0:1)                        | Rot-Weiß Oberhausen  |
| Di 11.12.2001, 20:20 Uhr | 1. FSV Mainz 05     | 2:3 (0:3)                        | 1. FC Kaiserslautern |
| Mi 12.12.2001, 19:00 Uhr | Eintracht Frankfurt | 1:2 n. V. (1:1, 1:0)             | Hertha BSC           |
| Mi 12.12.2001, 19:00 Uhr | KFC Uerdingen 05    | 1:1 n. V. (1:1, 0:0) (3:5 i. E.) | 1. FC Köln           |
| Mi 12.12.2001, 19:30 Uhr | SV Darmstadt 98     | 0:1 n. V.                        | FC Schalke 04        |
| Di 22.01.2002, 19:00 Uhr | Hannover 96         | 1:2 (0:2)                        | Bayer 04 Leverkusen  |
| Mi 23.01.2002, 20:15 Uhr | FC Bayern München   | 2:1 (2:1)                        | VfL Wolfsburg        |

## Viertelfinale
| Datum                    |                      | Ergebnis              |                     |
| ------------------------ | -------------------- | --------------------- | ------------------- |
| Mi 30.01.2002, 19:00 Uhr | Hertha BSC           | 1:2 n. V. (1:1, 0:0)  | 1. FC Köln          |
| Mi 30.01.2002, 19:00 Uhr | FC Schalke 04        | 2:0 (1:0)             | Rot-Weiß Oberhausen |
| Mi 30.01.2002, 19:00 Uhr | Bayer Leverkusen     | 3:0 (0:0)             | TSV 1860 München    |
| Mi 30.01.2002, 20:30 Uhr | 1. FC Kaiserslautern | 0:0 n. V. (3:5 i. E.) | FC Bayern München   |

## Halbfinale
| Datum                    |                  | Ergebnis             |                   |
| ------------------------ | ---------------- | -------------------- | ----------------- |
| Di 05.03.2002, 20:30 Uhr | Bayer Leverkusen | 3:1 n. V. (1:1, 0:0) | 1. FC Köln        |
| Mi 06.03.2002, 20:30 Uhr | FC Schalke 04    | 2:0 n. V.            | FC Bayern München |

## Finale
| Paarung             | FC Schalke 04 – Bayer 04 Leverkusen |
| Ergebnis            | 4:2 (1:1) |
| Datum               | 11. Mai 2002 um 19:45 Uhr |
| Stadion             | Olympiastadion, Berlin |
| Zuschauer           | 70.000 |
| Schiedsrichter      | Franz-Xaver Wack (Biberbach) |
| Tore                | 0:1 Berbatow (27.) 1:1 Böhme (45.) 2:1 Agali (68.) 3:1 Möller (71.) 4:1 Sand (85.) 4:2 Kirsten (89.) |
| FC Schalke 04       | Oliver Reck – Tomasz Hajto (46. Niels Oude Kamphuis), Tomasz Wałdoch , Nico Van Kerckhoven – Marco van Hoogdalem, Jiří Němec – Gerald Asamoah (81. Sven Vermant), Andreas Möller (75. Marc Wilmots), Jörg Böhme – Ebbe Sand, Victor Agali Cheftrainer: Huub Stevens |
| Bayer 04 Leverkusen | Hans Jörg Butt – Boris Živković, Lúcio, Diego Placente – Bernd Schneider, Carsten Ramelow, Michael Ballack, Zé Roberto – Yıldıray Baştürk – Oliver Neuville (67. Thomas Brdarić), Dimitar Berbatow (77. Ulf Kirsten) Cheftrainer: Klaus Toppmöller                  |
| Gelbe Karten        | Böhme, van Hoogdalem, Reck, Němec – Ramelow, Baştürk, Berbatow, Brdarić |
| Platzverweise       | Victor Agali (90.) – keine |

## Siegermannschaft
(in Klammern sind die Spiele und Tore angegeben)
| 1.                       | FC Schalke 04 |
| Wappen des FC Schalke 04 | - Tor: Oliver Reck (6/-) - Abwehr: Tomasz Hajto (3/-), Aníbal Matellán (2/-), Niels Oude Kamphuis (5/-), Nico Van Kerckhoven (6/-), Tomasz Wałdoch (6/-) - Mittelfeld: Jörg Böhme (4/3), Mike Büskens (3/-), Kristijan Đorđević (2/-), Sven Kmetsch (2/-), Andreas Möller (6/3), Jiří Němec (4/-), Marco van Hoogdalem (6/1), Sven Vermant (4/-), Marc Wilmots (6/-) - Sturm: Victor Agali (4/1), Gerald Asamoah (6/-), Ebbe Sand (6/4) - Trainer: Huub Stevens |

## Beste Torschützen
Nachfolgend sind die besten Torschützen des DFB-Pokals 2001/02 aufgeführt. Die Sortierung erfolgt nach Anzahl ihrer Treffer, bei gleicher Toranzahl alphabetisch.

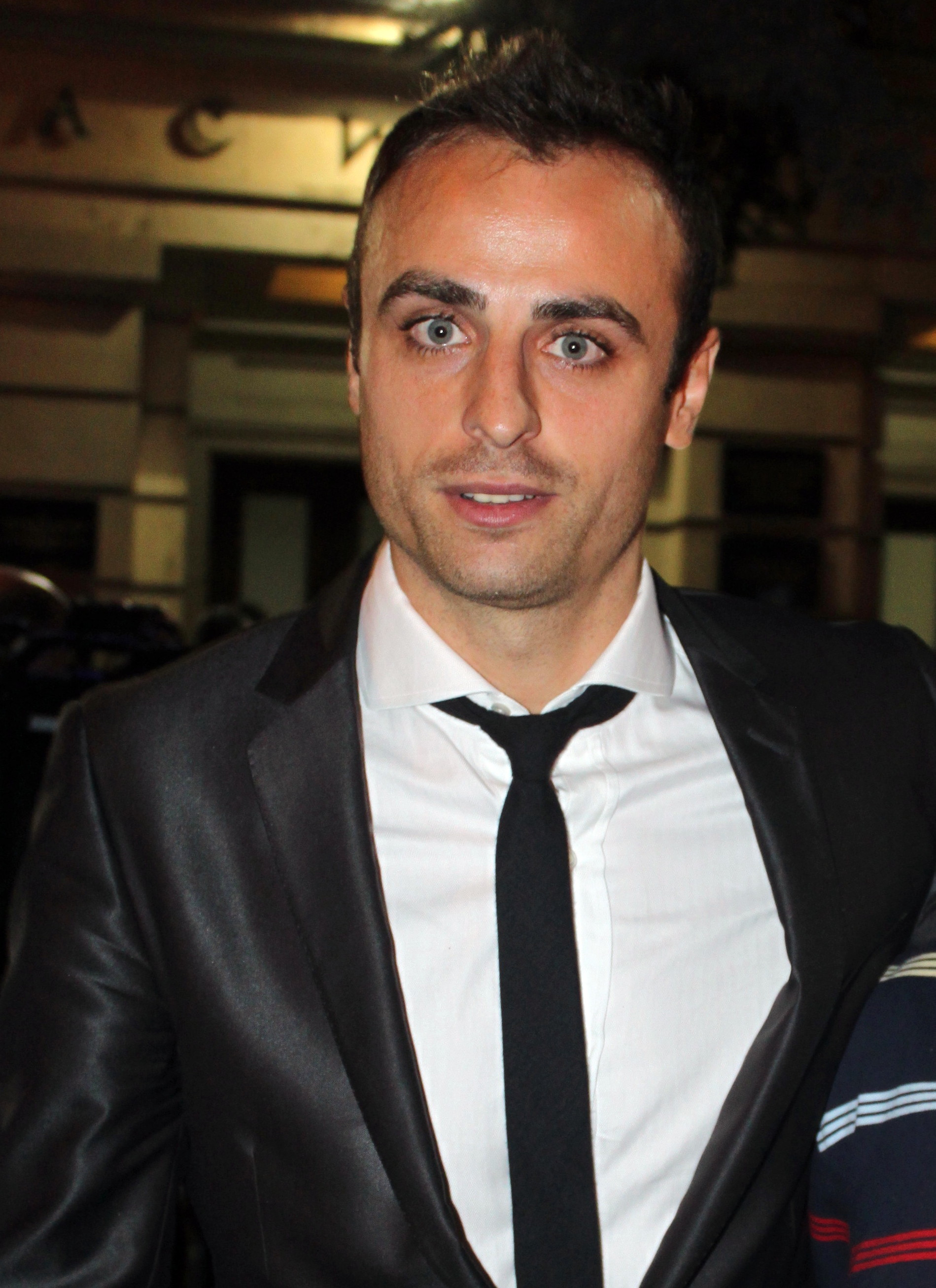
Dimitar Berbatow

| Rang | Spieler              | Verein                 | Tore |
| ---- | -------------------- | ---------------------- | ---- |
| 1    | Dimitar Berbatow     | Bayer 04 Leverkusen    | 6    |
| 2    | Markus Weissenberger | TSV 1860 München       | 5    |
| 3    | Vratislav Lokvenc    | 1. FC Kaiserslautern   | 4    |
|      | Ebbe Sand            | FC Schalke 04          | 4    |
| 5    | Jörg Böhme           | FC Schalke 04          | 3    |
|      | Saša Ćirić           | Eintracht Frankfurt    | 3    |
|      | Jiří Kaufman         | Hannover 96            | 3    |
|      | Enrico Kern          | Werder Bremen Amateure | 3    |
|      | Ulf Kirsten          | Bayer 04 Leverkusen    | 3    |
|      | Lincoln              | 1. FC Kaiserslautern   | 3    |
|      | Sascha Maier         | SV Darmstadt 98        | 3    |
|      | Martin Max           | TSV 1860 München       | 3    |
|      | Andreas Möller       | FC Schalke 04          | 3    |
|      | Matthias Scherz      | 1. FC Köln             | 3    |
|      | Mirosław Spiżak      | SpVgg Unterhaching     | 3    |